# Lijst van voetbalinterlands Ecuador - Peru
Deze lijst van voetbalinterlands is een overzicht van alle officiële voetbalwedstrijden tussen de nationale teams van Ecuador en Peru. De Zuid-Amerikaanse buurlanden speelden tot op heden 57 keer tegen elkaar. De eerste ontmoeting, een vriendschappelijke wedstrijd, werd gespeeld in Bogota (Colombia) op 11 augustus 1938. Het laatste duel, een kwalificatiewedstrijd voor het Wereldkampioenschap voetbal 2026, vond plaats op 10 juni 2025 in Lima.

## Wedstrijden
| №  | Plaats          | Datum             | Competitie              | Wedstrijd      | Uitslag |
| -- | --------------- | ----------------- | ----------------------- | -------------- | ------- |
| 1  | Bogota          | 11 augustus 1938  | Vriendschappelijk       | Peru – Ecuador | 9 – 1   |
| 2  | Lima            | 15 januari 1939   | Copa América 1939       | Peru – Ecuador | 5 – 2   |
| 3  | Santiago        | 23 februari 1941  | Copa América 1941       | Ecuador – Peru | 0 – 4   |
| 4  | Montevideo      | 28 januari 1942   | Copa América 1942       | Peru – Ecuador | 2 – 1   |
| 5  | Guayaquil       | 20 december 1947  | Copa América 1947       | Ecuador – Peru | 0 – 0   |
| 6  | Rio de Janeiro  | 20 april 1949     | Copa América 1949       | Peru – Ecuador | 4 – 0   |
| 7  | Lima            | 28 maart 1953     | Copa América 1953       | Peru – Ecuador | 1 – 0   |
| 8  | Santiago        | 13 maart 1955     | Copa América 1955       | Ecuador – Peru | 2 – 4   |
| 9  | Lima            | 10 maart 1957     | Copa América 1957       | Peru – Ecuador | 2 – 1   |
| 10 | La Paz          | 17 maart 1963     | Copa América 1963       | Ecuador – Peru | 1 – 2   |
| 11 | Quito           | 22 juni 1975      | Vriendschappelijk       | Ecuador – Peru | 6 – 0   |
| 12 | Guayaquil       | 25 juni 1975      | Vriendschappelijk       | Ecuador – Peru | 1 – 0   |
| 13 | Lima            | 1 juli 1975       | Vriendschappelijk       | Peru – Ecuador | 2 – 0   |
| 14 | Quito           | 20 februari 1977  | WK 1978 kwalificatie    | Ecuador – Peru | 1 – 1   |
| 15 | Lima            | 12 maart 1977     | WK 1978 kwalificatie    | Peru – Ecuador | 4 – 0   |
| 16 | Lima            | 11 juli 1979      | Vriendschappelijk       | Peru – Ecuador | 2 – 1   |
| 17 | Quito           | 8 augustus 1979   | Vriendschappelijk       | Ecuador – Peru | 2 – 1   |
| 18 | Lima            | 21 maart 1985     | Vriendschappelijk       | Peru – Ecuador | 1 – 0   |
| 19 | Lima            | 18 november 1986  | Vriendschappelijk       | Peru − Ecuador | 0 − 0   |
| 20 | Lima            | 20 november 1986  | Vriendschappelijk       | Peru − Ecuador | 1 − 1   |
| 21 | Lima            | 15 april 1987     | Vriendschappelijk       | Peru − Ecuador | 0 − 1   |
| 22 | Buenos Aires    | 4 juli 1987       | Copa América 1987       | Peru – Ecuador | 1 – 1   |
| 23 | Port of Spain   | 20 juni 1989      | Vriendschappelijk       | Peru – Ecuador | 2 – 1   |
| 24 | Lima            | 6 juni 1991       | Vriendschappelijk       | Peru – Ecuador | 0 – 1   |
| 25 | Guayaquil       | 25 juni 1991      | Vriendschappelijk       | Ecuador – Peru | 2 – 2   |
| 26 | Lima            | 24 november 1992  | Vriendschappelijk       | Peru – Ecuador | 1 – 1   |
| 27 | Quito           | 30 mei 1993       | Vriendschappelijk       | Ecuador – Peru | 1 – 0   |
| 28 | Lima            | 17 augustus 1994  | Vriendschappelijk       | Peru – Ecuador | 2 – 0   |
| 29 | Machala         | 21 september 1994 | Vriendschappelijk       | Ecuador – Peru | 0 – 0   |
| 28 | Rivera          | 13 juli 1995      | Copa América 1995       | Peru – Ecuador | 1 – 2   |
| 31 | Guayaquil       | 24 april 1996     | WK 1998 kwalificatie    | Ecuador – Peru | 4 – 1   |
| 32 | Lima            | 2 april 1997      | WK 1998 kwalificatie    | Peru – Ecuador | 1 – 1   |
| 33 | Lima            | 10 februari 1999  | Vriendschappelijk       | Peru – Ecuador | 1 – 2   |
| 34 | Guayaquil       | 17 februari 1999  | Vriendschappelijk       | Ecuador – Peru | 1 – 2   |
| 35 | Quito           | 29 juni 2000      | WK 2002 kwalificatie    | Ecuador – Peru | 2 – 1   |
| 36 | Lima            | 2 juni 2001       | WK 2002 kwalificatie    | Peru – Ecuador | 1 – 2   |
| 37 | East Rutherford | 11 juni 2003      | Vriendschappelijk       | Ecuador – Peru | 2 – 2   |
| 38 | Quito           | 19 november 2003  | WK 2006 kwalificatie    | Ecuador – Peru | 0 – 0   |
| 39 | Lima            | 30 maart 2005     | WK 2006 kwalificatie    | Peru – Ecuador | 2 – 2   |
| 40 | East Rutherford | 6 september 2006  | Vriendschappelijk       | Ecuador – Peru | 1 – 1   |
| 41 | Madrid          | 3 juni 2007       | Vriendschappelijk       | Ecuador – Peru | 1 – 2   |
| 42 | Barcelona       | 6 juni 2007       | Vriendschappelijk       | Ecuador – Peru | 2 – 0   |
| 43 | Quito           | 21 november 2007  | WK 2010 kwalificatie    | Ecuador – Peru | 5 – 1   |
| 44 | Lima            | 7 juni 2009       | WK 2010 kwalificatie    | Peru – Ecuador | 1 – 2   |
| 45 | Den Haag        | 29 maart 2011     | Vriendschappelijk       | Peru – Ecuador | 0 – 0   |
| 46 | Quito           | 15 november 2011  | WK 2014 kwalificatie    | Ecuador – Peru | 2 – 0   |
| 47 | Lima            | 7 juni 2013       | WK 2014 kwalificatie    | Peru – Ecuador | 1 – 0   |
| 48 | Glendale        | 8 juni 2016       | Copa América Centenario | Ecuador – Peru | 2 – 2   |
| 49 | Lima            | 6 september 2016  | WK 2018 kwalificatie    | Peru − Ecuador | 2 − 1   |
| 50 | Quito           | 5 september 2017  | WK 2018 kwalificatie    | Ecuador − Peru | 1 − 2   |
| 51 | Lima            | 15 november 2018  | Vriendschappelijk       | Peru − Ecuador | 0 − 2   |
| 52 | Harrison        | 5 september 2018  | Vriendschappelijk       | Peru − Ecuador | 0 − 1   |
| 53 | Quito           | 8 juni 2021       | WK 2022 kwalificatie    | Ecuador − Peru | 1 − 2   |
| 54 | Goiânia         | 23 juni 2021      | Copa América 2021       | Ecuador − Peru | 2 − 2   |
| 55 | Lima            | 1 februari 2022   | WK 2022 kwalificatie    | Peru – Ecuador | 1 – 1   |
| 56 | Quito           | 10 september 2024 | WK 2026 kwalificatie    | Ecuador − Peru | 1 – 0   |
| 57 | Lima            | 10 juni 2025      | WK 2026 kwalificatie    | Peru – Ecuador | 0 – 0   |

## Samenvatting
| Competitie        | Totaal gespeeld | Winst Ecuador | Gelijk | Winst Peru | Doelsaldo Ecuador – Peru |
| ----------------- | --------------- | ------------- | ------ | ---------- | ------------------------ |
| WK-kwalificatie   | 18              | 7             | 6      | 5          | 26 − 21                  |
| Copa América      | 13              | 1             | 4      | 8          | 14 − 30                  |
| Vriendschappelijk | 26              | 10            | 8      | 8          | 31 − 31                  |
| Totaal            | 57              | 18            | 18     | 21         | 71 − 82                  |

Wedstrijden bepaald door strafschoppen worden, in lijn met de FIFA, als een gelijkspel gerekend.

## Details

### Eerste ontmoeting
| Vriendschappelijk (Bogotá, Colombia, 11 augustus 1938): |       |                    |
| Peru | 9 – 1 | Ecuador            |
| Óscar Espínar 14' Óscar Espínar 24' Teodoro Alcalde 40' Teodoro Alcalde 42' Óscar Espínar 50' Teodoro Alcalde 60' Victor Bielich 65' Victor Bielich 68' Teodoro Alcalde 88' | goals | 16' Alfonso Suárez |

### Vijfde ontmoeting
| Copa América 1947 (Guayaquil, Ecuador, 20 december 1947): |       |      |
| Ecuador                                                   | 0 – 0 | Peru |
|                                                           | goals |      |

### Elfde ontmoeting
| Vriendschappelijk (Quito, Ecuador, 22 juni 1975):                                                                   |       |      |
| Ecuador | 6 – 0 | Peru |
| Fabián Paz y Miño 15' Gonzalo Castañeda 33' Félix Lasso 35' Fabián Paz y Miño 47' Paul Carrera 55' Paul Carrera 71' | goals |      |
| - Debuut van Fausto Klinger, Carlos René Ron en Fausto Carrera voor Ecuador.                                        |       |      |

### Twaalfde ontmoeting
| Vriendschappelijk (Guayaquil, Ecuador, 25 juni 1975): |       |      |
| Ecuador                                               | 1 – 0 | Peru |
| Carlos René Ron 80'                                   | goals |      |

### Dertiende ontmoeting
| Vriendschappelijk (Lima, Peru, 1 juli 1975):   |              |                    |
| Peru                                           | 2 – 0        | Ecuador            |
| Juan Carlos Oblitas 14' Rubén Toribio Díaz 76' | goals        |                    |
|                                                | rode kaarten | 43' Fausto Carrera |

### Zestiende ontmoeting
| Vriendschappelijk (Lima, Peru, 11 juli 1979): |       |                        |
| Peru                                          | 2 – 1 | Ecuador                |
| Juan José Oré 18' Roberto Mosquera 27'        | goals | 50' Cristóbal Mantilla |

### Zeventiende ontmoeting
| Ecuador                                   | 2 – 1 | Peru               |
| Jorge Luis Alarcón 13' Flavio Perlaza 60' | goals | 27' Freddy Ravello |

### 21ste ontmoeting
| Vriendschappelijk (Lima, Peru, 15 april 1987): |              | |
| Peru | 0 – 1        | Ecuador |
| | goals        | 58' Raúl Avilés |
| Fernando Cuéllar | bondscoach   | Luis Grimaldi |
| José González Ganoza Roberto Arrelucea Martín Duffó Carlos Castro Percy Olivares José Casanova ??' Jorge Cordero ??' Juan Illescas Eugenio La Rosa Carlos Bustamante ??' Eduardo Rey Muñoz | opstellingen | Héctor Chiriboga Juan Carlos Jácome Wilson Macías Kléber Fajardo Luis Carrión ??' Pietro Marsetti Edgar Domínguez ??' José Fernando Guerrero Luis Mosquera ??' Pedro Muñoz Raúl Avilés |
| Roberto Martínez ??' Eduardo Saavedra ??' José Del Solar ??' | wissels      | ??' Álex Aguinaga ??' Richard Márquez ??' Wilfrido Verduga ??' Pablo Marín |
| | rode kaarten | ??' Edgar Domínguez |

### 22ste ontmoeting
| Peru | 1 – 1        | Ecuador |
| Eugenio La Rosa 87' | goals        | 72' Hamilton Cuvi |
| Fernando Cuéllar | bondscoach   | Luis Grimaldi |
| José González Ganosa Leo Rojas Pedro Requena Jorge Olaechea Cedric Vázquez Eugenio La Rosa Juan Reynoso Javier Chirinos Eduardo Malásquez Franco Navarro Jorge Hirano 61' | opstellingen | Héctor Chiriboga Luis Mosquera Wilson Macías Kléber Fajardo Luis Capurro 69' Álex Aguinaga Pablo Marín José Vega Hamilton Cuvi 65' Lupo Quiñónez Alfonso Mera |
| César Loyola 61' | wissels      | 65' Fernando Baldeón 69' Galo Vázquez |
| Javier Chirinos ??' | gele kaarten | ??' Wilson Macías ??' Luis Capurro ??' Hamilton Cuvi |
| Cedric Vázquez 83' | rode kaarten | |

### 24ste ontmoeting
| |              | |
| Peru | 0 – 1        | Ecuador |
| | goals        | 50' Ivo Ron |
| Miguel Company | bondscoach   | Dušan Drašković |
| Jesús Purizaga Ricardo Bravo Percy Olivares Carlos Guido Jorge Arteaga José Carranza Alfonso Yáñez Jorge Cordero Mario Martin Rodríguez Andrés González ??' Jorge Hirano ??' | opstellingen | Erwin Ramírez Luis Enrique Capurro Jimmy Montanero Máximo Tenorio ??' Robert Burbano Freddy Bravo Juan Carlos Garay José Guerrero ??' Nixon Carcelén ??' Ivo Ron Carlos Muñoz |
| Ernesto Aguirre ??' Isidro Fuentes ??' | wissels      | ??' Juan Guamán ??' Wilson Macias ??' Ángel Fernández |
| - Debuut van Erwin Ramírez, Ángel Fernández, José Guerrero, Juan Guamán, Robert Burbano, Ivo Ron, Juan Carlos Garay en Nixon Carcelén voor Ecuador.                          |              | |

### 25ste ontmoeting
| Ecuador | 2 – 2        | Peru |
| Nixon Carcelén ??' Carlos Muñoz ??' | goals        | ??' Jorge Hirano ??' Martin Rodríguez |
| Dušan Drašković | bondscoach   | Miguel Company |
| Erwin Ramírez José Rivera Byron Tenorio Luis Capurro José Guerrero Freddy Bravo Juan Carlos Garay ??' Nixon Carcelén ??' Álex Aguinaga Stony Batioja ??' Carlos Muñoz ??' | opstellingen | Jesús Purizaga Percy Olivares José del Solar Ricardo Bravo Jorge Arteaga Alvaro Barco ??' Alfonso Yáñez ??' César Rodriquez Martin Rodríguez Jorge Hirano ??' Isidro Fuentes |
| Manuel Uquillas ??' Raúl Avilés ??' Wilson Macías ??' Robert Burbano ??'                                                                                                  | wissels      | ??' Miguel Ramírez ??' Jorge Cordero ??' Flavio Maestri |

### 26ste ontmoeting
| Vriendschappelijk (Lima, Peru, 24 november 1992): |              | |
| Peru | 1 – 1        | Ecuador |
| Alberto Ramírez 53' | goals        | 4' Hjalmar Zambrano |
| Vladimir Popović | bondscoach   | Dušan Drašković |
| Carlos Marrou Jorge Soto Juan Reynoso Pedro Requena Germán Pinillos José Carranza Álvaro Barco 83' Roberto Martínez Roberto Palacios Julio Rivera Alberto Ramírez 80' | opstellingen | Jacinto Espinoza Héctor Ferri Iván Hurtado Ángel Hurtado Luis Capurro Ángel Fernández 68' Hjalmar Zambrano Héctor Carabalí Nixon Carcelén 67' Raúl Avilés Neicer Reascos |
| Flavio Maestri 80' José Soto 83' | wissels      | 67' Carlos Quiñónez 68' Dannes Coronel |
| | rode kaarten | 87' Héctor Ferri |
| - Debuut van Roberto Palacios en Jorge Soto voor Peru. |              | |

### 27ste ontmoeting
| Ecuador | 1 – 0        | Peru |
| Ángel Fernández 24' | goals        | |
| Dušan Drašković | bondscoach   | Vladimir Popović |
| Jacinto Espinoza Carlos Muñoz Raúl Noriega Luis Capurro Jimmy Montanero 46' Héctor Carabalí Nixon Carcelén José Gavica 46' Ángel Fernández 54' Cléber Chalá 46' Luis Cherrez 46' | opstellingen | Miguel Miranda Jorge Soto José Soto Juan Reynoso Percy Olivares 46' José Carranza Juan Bazalar 66' Roberto Martínez Pablo Zegarra Andrés González Julio Rivera |
| Hólger Quiñónez 46' Dannes Coronel 46' Eduardo Hurtado 46' Álex Aguinaga 46' Juan Carlos Garay 54'                                                                               | wissels      | 46' Mario Rodríguez 66' Waldir Sáenz |

### 28ste ontmoeting
|                                                    |       |         |
| Peru                                               | 2 – 0 | Ecuador |
| Roberto Palacios 31' Waldir Sáenz 67'              | goals |         |
| - Debuut van Agustín "El Tin" Delgado voor Ecuador |       |         |

### 29ste ontmoeting
| Ecuador | 0 – 0 | Peru |
|         | goals |      |

### 30ste ontmoeting
|                                                         |              |                                |
| Peru                                                    | 1 – 2        | Ecuador                        |
| Iván Hurtado 82' (e.d.)                                 | goals        | 61' Energio Díaz 76' José Mora |
|                                                         | rode kaarten | 65' Nixon Carcelén             |
| - Tiende en laatste interland van Ivo Ron voor Ecuador. |              |                                |

### 31ste ontmoeting
|                                                                            |       |                      |
| Ecuador                                                                    | 4 – 1 | Peru                 |
| Eduardo Hurtado 54' Maximo Tenório 65' José Gavica 78' Eduardo Hurtado 88' | goals | 62' Roberto Palacios |
| - Elfde en laatste interland van Wilson Carabali voor Ecuador.             |       |                      |

### 32ste ontmoeting
|                                           |              |                                      |
| Peru                                      | 1 – 1        | Ecuador                              |
| Roberto Palacios 59'                      | goals        | 79' (pen.) Álex Aguinaga             |
|                                           | rode kaarten | 49' Agustin Delgado 85' Luis Capurro |
| - Debuut van Ariel Graziani voor Ecuador. |              |                                      |

### 33ste ontmoeting
| |              | |
| Peru | 1 – 2        | Ecuador |
| Andrés Mendoza 39' | goals        | 66' Eduardo Hurtado 75' Eduardo Hurtado |
| Juan Carlos Oblitas | bondscoach   | Carlos Sevilla |
| Christian Del Mar José Chacón Santiago Salazar Miguel Rebosio Jorge Soto Martín Hidalgo 77' Gregorio Bernales José Pereda 77' Roberto Palacios Claudio Pizarro Andrés Mendoza | opstellingen | José Cevallos Ulises de la Cruz Augusto Porozo Iván Hurtado 70' Marlon Ayoví Alberto Montaño Nixon Carcelén 74' Edwin Tenorio 59' Francisco Correa 46' Wellington Sánchez 90' Eduardo Hurtado |
| Mario Gómez 77' Erick Torres 77' | wissels      | 46' Héctor Ferri 59' Edison Maldonado 70' Ángel Valencia 74' Renán Calle 90' Rafael Capurro                                                                                                   |
| Miguel Rebosio ??' Gregorio Bernales ??' Roberto Palacios ??' | gele kaarten | ??' Augusto Porozo ??' Edwin Tenorio |
| - 40ste en laatste interland van Nixon Carcelén voor Ecuador. |              | |

### 34ste ontmoeting
| Ecuador | 1 – 2        | Peru |
| Cléber Chalá 68' | goals        | 28' Claudio Pizarro 48' Andrés Mendoza |
| Carlos Sevilla | bondscoach   | Juan Carlos Oblitas |
| José Cevallos Omar de Jesús ??' Augusto Porozo Renán Calle ??' Marlon Ayoví Alberto Montaño Héctor Carabalí ??' Edwin Tenorio Álex Aguinaga Nicolás Ascencio ??' Eduardo Hurtado | opstellingen | Juan Flores Jorge Soto Miguel Rebosio Juan Reynoso 68' Mario Gómez Gregorio Bernales Erick Torres José Pereda 74' Roberto Palacios Claudio Pizarro 69' Andrés Mendoza |
| Héctor Ferri ??' Ángel Valencia ??' Edison Maldonado ??' Cléber Chalá ??' | wissels      | 68' Martín Hidalgo 69' Waldir Sáenz 74' Santiago Salazar |
| Alberto Montaño ??' | gele kaarten | ??' Juan Flores ??' Juan Reynoso ??' Erick Torres ??' Roberto Palacios ??' Claudio Pizarro                                                                            |

### 35ste ontmoeting
| |              | |
| Ecuador | 2 – 1        | Peru |
| Cléber Chalá 14' Eduardo Hurtado 59' | goals        | 74' Iván Pajuelo |
| Hernán Darío Gómez | bondscoach   | Francisco Maturana |
| José Cevallos Ulises de la Cruz Iván Hurtado Augusto Porozo Marlon Ayoví Jimmy Blandón Alfonso Obregón Álex Aguinaga 70' Cléber Chalá Agustín Delgado 70' Eduardo Hurtado 70' | opstellingen | Oscar Ibañez Jorge Soto Iván Pajuelo Miguel Rebosio 46' Percy Olivares 78' Juan Jayo 20' Roger Serrano José del Solar Roberto Palacios Norberto Solano Claudio Pizarro |
| Robert Burbano 70' Ariel Graziani 70' Iván Kaviedes 70' | wissels      | 20' David Soria 46' Israel Zuñiga 78' Marko Ciurlizza |
| - Vijftiende en laatste interland van Robert Burbano voor Ecudaor. |              | |

### 36ste ontmoeting
| Peru               | 1 – 2        | Ecuador                               |
| Claudio Pizarro 2' | goals        | 12' Edison Méndez 90' Agustín Delgado |
|                    | rode kaarten | 83' Edison Méndez                     |

### 37ste ontmoeting
| Ecuador                                 | 2 – 2 | Peru                                 |
| Otilino Tenorio 27' Otilino Tenorio 74' | goals | 42' Roberto Silva 52' Andrés Mendoza |

### 38ste ontmoeting
| WK 2006 kwalificatie (Quito, Ecuador, 19 november 2003): |              | |
| Ecuador | 0 – 0        | Peru |
| | goals        | |
| Hernán Darío Gómez | bondscoach   | Paulo César Autuori |
| José Cevallos Ulises de la Cruz Iván Hurtado Geovanny Espinoza Néicer Reasco Marlon Ayoví Alfonso Obregón 66' Edison Méndez Kléber Chalá 79' Carlos Tenorio Ebelio Ordóñez 46' | opstellingen | Óscar Ibáñez Jorge Soto Miguel Rebosio John Galliquio Guillermo Salas Julio García Juan Jayo Marko Ciurlizza 54' Roberto Palacios Claudio Pizarro 46' Andrés Mendoza |
| Franklin Salas 46' Ángel Fernández 66' Álex Aguinaga 79' | wissels      | 46' Jefferson Farfán 54' Alessandro Morán |
| | gele kaarten | 37' Miguel Rebosio 67' Guillermo Salas 80' Alessandro Morán 89' Óscar Ibáñez                                                                                         |
| - Honderdste interland van Roberto Palacios voor Peru. |              | |

### 39ste ontmoeting
| WK 2006 kwalificatie (Lima, Peru, 30 maart 2005): |       |                                        |
| Peru                                              | 2 – 2 | Ecuador                                |
| Paolo Guerrero 1' Jefferson Farfán 58'            | goals | 4' Ulises de la Cruz 45' Luis Valencia |

### 40ste ontmoeting
| Vriendschappelijk (East Rutherford, Verenigde Staten, 6 september 2006): |       |                    |
| Ecuador                                                                  | 1 – 1 | Peru               |
| Cristian Benítez 14'                                                     | goals | 75' Paolo Guerrero |

### 41ste ontmoeting
| Vriendschappelijk (Madrid, Spanje, 3 juni 2007): |       |                                                  |
| Ecuador                                          | 1 – 2 | Peru                                             |
| Carlos Tenorio 10' (pen.)                        | goals | 4' Jefferson Farfán 51' (e.d.) Ulises de la Cruz |

### 42ste ontmoeting
| Vriendschappelijk (Barcelona, Spanje, 6 juni 2007): |       |      |
| Ecuador                                             | 2 – 0 | Peru |
| Cristian Benítez 83' Ulises de la Cruz 90+3'        | goals |      |

### 43ste ontmoeting
| WK 2010 kwalificatie (Quito, Ecuador, 21 november 2007):                                |       |                    |
| Ecuador                                                                                 | 5 – 1 | Peru               |
| Walter Ayoví 10' Iván Kaviedes 24' Edison Méndez 44' Walter Ayoví 48' Edison Méndez 62' | goals | 86' Andrés Mendoza |

### 44ste ontmoeting
| WK 2010 kwalificatie (Lima, Peru, 7 juni 2009): |       |                                          |
| Peru                                            | 1 – 2 | Ecuador                                  |
| Juan Manuel Vargas 52'                          | goals | 38' Jefferson Montero 58' Carlos Tenorio |

### 45ste ontmoeting
| Vriendschappelijk (Den Haag, Nederland, 29 maart 2011): |              | |
| Peru | 0 – 0        | Ecuador |
| | goals        | |
| Sergio Markarián | bondscoach   | Reinaldo Rueda |
| Salomón Libman Walter Vílchez Juan Manuel Vargas 60' Santiago Acasiete Christian Ramos Jean Tragodara 60' Michael Guevara 30' Rinaldo Cruzado Giancarlo Carmona 60' Claudio Pizarro 87' Paolo Guerrero 75' | opstellingen | Máximo Banguera Isaac Mina Jorge Guagua Luis Saritama David Quiroz 69' Christian Noboa 83' Jefferson Montero Oswaldo Minda 69' Walter Ayoví Jaime Ayoví Edson Montaño |
| Jesús Rabanal 30' Renzo Revoredo 60' Antonio Gonzáles 60' Carlos Lobatón 60' Luis Advíncula 75' Hernán Rengifo 87'                                                                                         | wissels      | 69' Juan Paredes 69' Geovanny Nazareno 83' Pablo Palacios |
| Jean Tragodara 31' Rinaldo Cruzado 90' | gele kaarten | 57' Luis Saritama 76' Jorge Guagua |
| Christian Ramos 23' | rode kaarten | |

### 46ste ontmoeting
| WK 2014 kwalificatie (Quito, Ecuador, 15 november 2011): |              | |
| Ecuador | 2 – 0        | Peru |
| Edison Méndez 69' Cristian Benítez 88' | goals        | |
| Reinaldo Rueda | bondscoach   | Sergio Markarián |
| Máximo Banguera Frickson Erazo 37' Jayro Campos Luis Antonio Valencia Luis Saritama 81' Joao Rojas 46' Segundo Castillo Walter Ayoví Juan Carlos Paredes Cristian Benítez Jaime Ayoví          | opstellingen | Raúl Fernández Walter Vílchez Juan Vargas Renzo Revoredo Christian Ramos Santiago Acasiete Edwin Retamoso 46' Carlos Lobatón 63' Claudio Pizarro Paolo Guerrero 66' Jefferson Farfán                |
| Eduardo Morante 37' Edison Méndez 46' Oswaldo Minda 81' Alexander Domínguez Adrián Bone Diego Calderón Elvis Bone Gabriel Achilier Christian Suárez Jefferson Montero Alex Bolaños Félix Borja | wissels      | 46' Michael Guevara 63' William Chiroque 66' Luis Advíncula Salomón Libman Leao Butrón Orlando Contreras Yoshimar Yotún Luis Trujillo Roberto Guizasola Christian Cueva Josepmir Ballón Irven Ávila |
| Segundo Castillo 43' Cristian Benítez 89' | gele kaarten | 25' Carlos Lobatón 58' Renzo Revoredo |

### 47ste ontmoeting
| WK 2014 kwalificatie (Lima, Peru, 7 juni 2013): |              | |
| Peru | 1 – 0        | Ecuador |
| Claudio Pizarro 12' | goals        | |
| Sergio Markarián | bondscoach   | Reinaldo Rueda |
| Raúl Fernández Juan Vargas 81' Alberto Rodríguez Jhoel Herrera Carlos Zambrano Yoshimar Yotún Edwin Retamoso Luis Ramírez Claudio Pizarro Paolo Guerrero 90' Jefferson Farfán 89' | opstellingen | Alexander Domínguez Jorge Guagua Frickson Erazo Luis Antonio Valencia Christian Noboa Jefferson Montero Segundo Castillo Walter Ayoví 65' Joao Rojas 75' Juan Carlos Paredes 87' Cristian Benítez |
| Álvaro Ampuero 81' Luis Advíncula 89' Christian Ramos 90' | wissels      | 65' Felipe Caicedo 75' Renato Ibarra 87' Marlon de Jesús |
| Carlos Zambrano 17' Paolo Guerrero 52' Luis Ramírez 64' | gele kaarten | 18' Joao Rojas 31' Cristian Benítez 52' Jorge Guagua 83' Luis Antonio Valencia |

FEF · A-internationals · Bondscoaches · Selecties · Statistieken · Ecuadoraans vrouwenelftal · Olympisch elftal · Ecuador U21 · Ecuador U20 · Ecuador U18 · Ecuador U17
1938 – 1949 ·
1950 – 1959 ·
1960 – 1969 ·
1970 – 1979 ·
1980 – 1989 ·
1990 – 1999 ·
2000 – 2009 ·
2010 – 2019 ·
2020 − 2029
WK 2002 · 
WK 2006 · 
WK 2014
1938 · 
1939 · 
1940 · 
1941 · 
1942 · 
1943 · 1944 · 
1945 · 
1946 · 
1947 · 
1948 · 
1949 · 
1950 · 1951 · 1952 · 
1953 · 
1954 · 
1955 · 
1956 · 
1957 · 
1958 · 
1959 · 
1960 · 
1961 · 1962 · 
1963 · 
1964 · 
1965 · 
1966 · 
1967 · 1968 · 
1969 · 
1970 · 
1971 · 
1972 · 
1973 · 
1974 · 
1975 · 
1976 · 
1977 · 
1978 · 
1979 · 
1980 · 
1981 · 
1982 · 
1983 · 
1984 · 
1985 · 
1986 · 
1987 · 
1988 · 
1989 · 
1990 · 
1991 · 
1992 · 
1993 · 
1994 · 
1995 · 
1996 · 
1997 · 
1998 · 
1999 · 
2000 · 
2001 · 
2002 · 
2003 · 
2004 · 
2005 · 
2006 · 
2007 · 
2008 · 
2009 · 
2010 · 
2011 · 
2012 · 
2013 · 
2014 · 
2015 · 
2016 · 
2017 ·
2018 ·
2019 ·
2020 ·
2021 ·
2022
Argentinië ·
Armenië ·
Australië ·
Bolivia · 
Brazilië ·
Bulgarije ·
Canada ·
Chili ·
Colombia ·
Costa Rica ·
Cuba ·
Denemarken ·
DDR ·
Duitsland ·
El Salvador ·
Engeland ·
Estland ·
Finland ·
Frankrijk ·
Griekenland ·
Guatemala ·
Haïti ·
Honduras ·
Ierland ·
Irak ·
Iran ·
Italië ·
Jamaica ·
Japan ·
Joegoslavië ·
Jordanië ·
Kaapverdië ·
Koeweit ·
Kroatië · 
Libanon ·
Mexico ·
Nederland ·
Nigeria ·
Noord-Macedonië ·
Oeganda ·
Oman ·
Panama ·
Paraguay ·
Peru ·
Polen ·
Portugal ·
Qatar ·
Roemenië ·
Saoedi-Arabië ·
Schotland ·
Senegal ·
Spanje ·
Trinidad en Tobago ·
Turkije · 
Uruguay ·
Venezuela ·
Verenigde Staten ·
Wit-Rusland ·
Zambia ·
Zuid-Afrika ·
Zuid-Korea ·
Zweden ·
Zwitserland
Costa Rica (2006) · 
Duitsland (2006) · 
Engeland (2006) · 
Frankrijk (2014) · 
Honduras (2014) · 
Nederland (2022) · 
Polen (2006) · 
Qatar (2022) · 
Zwitserland (2014)
FPF · A-internationals · Selecties · Bondscoaches · Statistieken · Peruviaans vrouwenelftal · Olympisch elftal · Peru U21 · Peru U20 · Peru U19 · Peru U18 · Peru U17
1920 – 1929 ·
1930 – 1939 ·
1940 – 1949 ·
1950 – 1959 ·
1960 – 1969 ·
1970 – 1979 ·
1980 – 1989 ·
1990 – 1999 ·
2000 – 2009 ·
2010 – 2019 ·
2020 – 2029
WK 1930 · 
WK 1970 · 
WK 1978 · 
WK 1982 · 
WK 2018
OS 1936 · 
OS 1960
1927 · 
1928 · 
1929 · 
1930 · 
1931 · 1932 · 1933 · 1934 · 
1935 · 
1936 · 
1937 · 
1938 · 
1939 · 
1940 · 
1941 · 
1942 · 
1943 · 1944 · 1945 · 1946 · 
1947 · 
1948 · 
1949 · 
1950 · 1951 · 
1952 · 
1953 · 
1954 · 
1955 · 
1956 · 
1957 · 
1958 · 
1959 · 
1960 · 
1961 · 
1962 · 
1963 · 
1964 · 
1965 · 
1966 · 
1967 · 
1968 · 
1969 · 
1970 · 
1971 · 
1972 · 
1973 · 
1974 · 
1975 · 
1976 · 
1977 · 
1978 · 
1979 · 
1980 · 
1981 · 
1982 · 
1983 · 
1984 · 
1985 · 
1986 · 
1987 · 
1988 · 
1989 · 
1990 · 
1991 · 
1992 · 
1993 · 
1994 · 
1995 · 
1996 · 
1997 · 
1998 · 
1999 · 
2000 · 
2001 · 
2002 · 
2003 · 
2004 · 
2005 · 
2006 · 
2007 · 
2008 · 
2009 · 
2010 · 
2012 · 
2012 · 
2013 · 
2014 · 
2015 · 
2016 · 
2017 · 
2018 · 
2019 · 
2020 · 
2021 ·
2022 ·
2023 ·
2024
Algerije ·
Argentinië ·
Armenië ·
Australië ·
België ·
Bolivia ·
Brazilië ·
Bulgarije ·
Canada ·
Chili ·
China ·
Colombia ·
Costa Rica ·
Denemarken ·
Dominicaanse Republiek ·
Duitsland ·
Ecuador ·
El Salvador ·
Engeland ·
Finland ·
Frankrijk ·
Guatemala ·
Haïti ·
Honduras ·
Hongarije ·
IJsland · 
India ·
Irak ·
Iran ·
Italië ·
Jamaica ·
Japan ·
Joegoslavië ·
Kameroen ·
Kroatië ·
Marokko ·
Mexico ·
Nederland ·
Nicaragua ·
Nieuw-Zeeland ·
Nigeria ·
Oostenrijk ·
Panama ·
Paraguay ·
Polen ·
Qatar ·
Roemenië ·
Saoedi-Arabië ·
Schotland ·
Slowakije ·
Sovjet-Unie ·
Spanje ·
Trinidad en Tobago ·
Tsjechië ·
Tunesië ·
Uruguay ·
Venezuela ·
Verenigde Arabische Emiraten ·
Verenigde Staten ·
Wit-Rusland ·
Zuid-Korea ·
Zweden ·
Zwitserland
Australië (2018) ·
Denemarken (2018) ·
Frankrijk (2018) ·
Italië (1982) · 
Kameroen (1982) · 
Polen (1982)